# Люпчянка
Люпчянка (словац. Ľupčianka) — річка в Словаччині; ліва притока Вагу, протікає в окрузі Ліптовський Мікулаш.
Довжина — 23.7 км.
Витікає в масиві Низькі Татри — масив Прашіва — на схилі гори Дюркова — на висоті 1605 метрів. Впадає Превальський потік.
Протікає біля села Ліптовський Міхал і впадає у водосховище Бешеньова на висоті 522 метри.